# Nagykanizsa Demons 2007
Questa voce raccoglie le informazioni riguardanti i Nagykanizsa Demons nelle competizioni ufficiali della stagione 2007.

## Roster
| Roster dei Nagykanizsa Demons (2007) |
| --- |
| Quarterback - 4 Attila Bodnár - 12 Márk Katona Running Back - 33 Kornél Bévárdi FB - 32 Zoltán Horváth - 38 Árpád Őri - 22 János Peti Wide Receiver - 13 István Cseh-Németh - 85 László Dávidovics - 26 István Farkas - 80 Zoltán Foray - 19 Milán Németh - 89 Gergő Őri Tight End - 42 Dávid Kiss - 88 Attila Vidovics - 47 Ferenc Vidovics Offensive Linemen - 62 Zoltán Hervai C - 69 Balázs Kovács OT - 60 László Kovács OT - 58 Balázs Magyaródi C - 79 Péter Mózer G - 66 Attila Gábor Németh G - 68 László Nyakas OT - 77 István Sánta OT Defensive Linemen - 63 Ferenc Mozsolics DE/LB - 99 Tamás Pintér DE - 75 Levente Szabó DT - 78 Tamás Tálos DT - 76 Gábor Varga DT/DE Linebacker - 48 Krisztián Böröndi LB/SS - 55 Tamás Dezső - 54 Rudolf Kiss - 56 István Szabó - 50 Endre Takács - 35 János Vági Defensive Back - 46 Tibor Bábel CB - 11 Károly Kepe CB - 30 Márk Klein - 23 Krisztián Takács CB - 29 Norbert Varga FS Special Team |

## Amichevoli
| Nagykanizsa 7 aprile 2007, ore 14:05 | Nagykanizsa Demons | 6 – 22 (0-0 0-13 6-2 0-7) referto                                                                                           | Zagreb Thunder | Mindenki Sportpálya (400 spett.) |
| M. Németh Q3 ( TD ) 26yd run Marcatori Craig Q2 ( TD ) 28yd run #7 Q2 ( TD ) 47yd pass from Mijac Marovic Q2 ( pat ) Team Q3 ( saf ) #81 Q4 ( TD ) 15yd run Marovic Q4 ( pat ) |                    | |                |                                  |
| |                    | |                |                                  |
| M. Németh Q3 (TD) 26yd run | Marcatori          | Craig Q2 (TD) 28yd run #7 Q2 (TD) 47yd pass from Mijac Marovic Q2 (pat) Team Q3 (saf) #81 Q4 (TD) 15yd run Marovic Q4 (pat) |                |                                  |

## Divízió I 2007

### Stagione regolare
| Nagykanizsa 29 aprile 2007, ore 15:12 3ª giornata | Nagykanizsa Demons | 12 – 30 (0-7 0-23 0-0 12-0) referto | Budapest Wolves 2 | Mindenki Sportpálya (300 spett.)\| Arbitro: \| Szep \| |
| Arbitro:                                          | Szep               |                                     |                   |                                                        |

| Győr 6 maggio 2007, ore 15:00 4ª giornata | Győr Sharks | 22 – 0 (14-0 8-0 0-0 0-0) referto | Nagykanizsa Demons | Dózsa Sporttelep (150 spett.)\| Arbitro: \| Szep \| |
| Arbitro:                                  | Szep        |                                   |                    |                                                     |

| Budapest 26 maggio 2007, ore 15:00 7ª giornata | Budapest Wolves 2 | 27 – 24 (d.t.s.) (0-0 14-0 0-7 7-14 6-3) referto | Nagykanizsa Demons | Láng Sporttelep (50 spett.)\| Arbitro: \| Udvardi \| |
| Arbitro:                                       | Udvardi           |                                                  |                    |                                                      |

| Nagykanizsa 9 giugno 2007, ore 15:00 8ª giornata | Nagykanizsa Demons | 31 – 37 (0-12 10-6 6-6 15-13) referto | Győr Sharks | Mindenki Sportpálya (100 spett.)\| Arbitro: \| Janvari \| |
| Arbitro:                                         | Janvari            |                                       |             |                                                           |

## Statistiche di squadra
| Competizione      | %Vittorie | In casa | In casa | In casa | In casa | In casa | In casa | In trasferta | In trasferta | In trasferta | In trasferta | In trasferta | In trasferta | Totale | Totale | Totale | Totale | Totale | Totale |
| Competizione      | %Vittorie | G       | V       | N       | P       | Pf      | Ps      | G            | V            | N            | P            | Pf           | Ps           | G      | V      | N      | P      | Pf     | Ps     |
| ----------------- | --------- | ------- | ------- | ------- | ------- | ------- | ------- | ------------ | ------------ | ------------ | ------------ | ------------ | ------------ | ------ | ------ | ------ | ------ | ------ | ------ |
| Stagione regolare | .000      | 2       | 0       | 0       | 2       | 43      | 67      | 2            | 0            | 0            | 2            | 24           | 49           | 4      | 0      | 0      | 4      | 67     | 116    |
| Amichevoli        | .000      | 1       | 0       | 0       | 1       | 6       | 22      | 0            | 0            | 0            | 0            | 0            | 0            | 1      | 0      | 0      | 1      | 6      | 22     |
| Totale            | .000      | 3       | 0       | 0       | 3       | 49      | 89      | 2            | 0            | 0            | 2            | 24           | 49           | 5      | 0      | 0      | 5      | 73     | 138    |

## Statistiche personali

### Marcatori
| Giocatore   | Ruolo | TD rush | TD recv | TD int | TD p.ret | TD k.ret | TD oth | Xp1 | Xp2 | FG | Saf | Totale |
| ----------- | ----- | ------- | ------- | ------ | -------- | -------- | ------ | --- | --- | -- | --- | ------ |
| M. Németh   |       | 1+1     | 1       | 0      | 0        | 0        | 0      | 0   | 1   | 0  | 0   | 20     |
| Á. Őri      |       | 3       | 0       | 0      | 0        | 0        | 0      | 0   | 0   | 0  | 0   | 18     |
| Cseh-Németh |       | 0       | 2       | 0      | 0        | 0        | 0      | 0   | 0   | 0  | 0   | 12     |
| E. Takács   |       | 0       | 0       | 0      | 0        | 0        | 0      | 5   | 0   | 2  | 0   | 11     |
| Bodnár      |       | 1       | 0       | 0      | 0        | 0        | 0      | 0   | 0   | 0  | 0   | 6      |
| Z. Horváth  |       | 1       | 0       | 0      | 0        | 0        | 0      | 0   | 0   | 0  | 0   | 6      |

### Passer rating
La classifica tiene in considerazione soltanto i quarterback con almeno 10 lanci effettuati.
| Giocatore | G   | Att   | Comp | Int | Yds     | TD  | NFL   | NCAA   |
| --------- | --- | ----- | ---- | --- | ------- | --- | ----- | ------ |
| Bodnár    | 4+1 | 85+22 | 49+8 | 5+2 | 640+119 | 3+0 | 58,12 | 109,02 |
| Foray     | 1   | 1     | 0    | 0   | 0       | 0   |       |        |